# Liste der denkmalgeschützten Objekte in Graz/Innere Stadt
Die Liste der denkmalgeschützten Objekte in Graz/Innere Stadt enthält die 306 denkmalgeschützten, unbeweglichen Objekte des I. Grazer Stadtbezirks Innere Stadt.